# Гастон Перейро
Гастон Родріго Перейро Лопес (ісп. Gastón Rodrigo Pereiro López, нар. 11 червня 1995, Монтевідео) — уругвайський футболіст, що грає на позиції півзахисника та нападника за італійський клуб «Дженоа».

## Клубна кар'єра
У дорослому футболі дебютував 2012 року виступами за команду клубу «Насьйональ», в якій провів три сезони, взявши участь у 39 матчах чемпіонату. 
Продовжив професійну ігрову кар'єру у клубі ПСВ. За нідерландську команду відіграв чотири з половиною сезони. 
Влітку 2020 перейшов до італійського клубу «Кальярі».

## Виступи за збірні
Протягом 2015 року залучався до складу молодіжної збірної Уругваю. На молодіжному рівні зіграв у 18 офіційних матчах, забив 7 голів.
2017 року дебютував в офіційних матчах у складі національної збірної Уругваю. Був учасником Кубка Америки 2019, в рамках якого взяв участь в одній грі.
| Дата       | Місто         | Господарі      | Результат | Гості      | Турнір                       | Голи | Примітки |
| ---------- | ------------- | -------------- | --------- | ---------- | ---------------------------- | ---- | -------- |
| 10-11-2017 | Варшава       | Польща         | 0 – 0     | Уругвай    | товариський матч             | -    | 60'      |
| 7-9-2018   | Лос-Анджелес  | Мексика        | 1 – 4     | Уругвай    | товариський матч             | 1    | 83'      |
| 12-10-2018 | Сеул          | Південна Корея | 2 – 1     | Уругвай    | товариський матч             | -    | 73'      |
| 16-10-2018 | Сайтама       | Японія         | 4 – 3     | Уругвай    | товариський матч             | 1    | 77'      |
| 16-11-2018 | Лондон        | Бразилія       | 1 – 0     | Уругвай    | товариський матч             | -    | 77'      |
| 22-3-2019  | Наньнін       | Уругвай        | 3 – 0     | Узбекистан | товариський матч             | 1    |          |
| 25-3-2019  | Наньнін       | Таїланд        | 0 – 4     | Уругвай    | товариський матч             | 1    | 46'      |
| 7-6-2019   | Монтевідео    | Уругвай        | 3 – 0     | Панама     | товариський матч             | -    | 75'      |
| 16-6-2019  | Белу-Оризонті | Уругвай        | 4 – 0     | Еквадор    | Копа Америка 2019 - 1-й етап | -    | 46'      |
| 15-11-2019 | Будапешт      | Угорщина       | 1 – 2     | Уругвай    | товариський матч             | -    | 82'      |
| 5-9-2021   | Монтевідео    | Уругвай        | 4 – 2     | Болівія    | Відбір до ЧС 2022            | -    | 85'      |
| 9-9-2021   | Монтевідео    | Уругвай        | 1 – 0     | Еквадор    | Відбір до ЧС 2022            | 1    | 80'      |
| 7-10-2021  | Монтевідео    | Уругвай        | 0 – 0     | Колумбія   | Відбір до ЧС 2022            | -    | 77'      |
| Усього     |               | Матчів         | 13        |            | Голів                        | 5    |          |

## Титули і досягнення
- Чемпіон Уругваю (1):

«Насьйональ»: 2014-2015
- Володар Суперкубка Нідерландів (2):

ПСВ: 2015, 2016
- Чемпіон Нідерландів (2):

ПСВ: 2015-2016, 2017-2018